# Mounie Castle

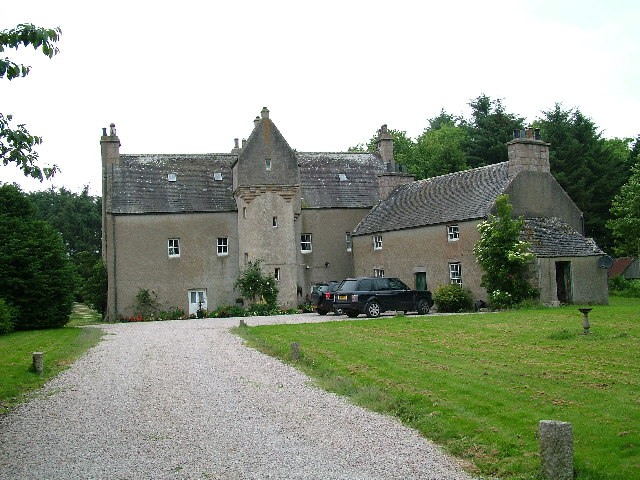
Mounie Castle

Mounie Castle ist ein Herrenhaus nahe der schottischen Ortschaft Oldmeldrum in der Council Area Aberdeenshire. 1971 wurde das Bauwerk in die schottischen Denkmallisten in der höchsten Denkmalkategorie A aufgenommen.

## Geschichte
Es war Robert Farquhar, der Provost von Aberdeen, der Mounie Castle zwischen 1641 und 1644 errichten ließ. 1701 oder 1702 ging das Herrenhaus an Alex Hay of Arnbath über. Im Jahre 1714 ging Mounie Castle an George Seton, den zweiten Sohn von Alexander Seton, 1. Baronet of Pitmedden, über. Der Familienzweig stammt von den Setons of Meldrum ab, welchen das Anwesen ursprünglich gehört hatte.

## Beschreibung
Mounie Castle steht isoliert rund drei Kilometer westlich von Oldmeldrum abseits der A920. Es gilt als guterhaltenes Exemplar für das Haus eines Lairds. Das dreistöckige Gebäude weist einen T-förmigen Grundriss auf. Seine Fassaden sind mit Harl verputzt. Aus der ostexponierten Hauptfassade tritt mittig ein gerundeter Treppenturm hervor. Rechts kragt auf Traufhöhe eine kleine Tourelle aus. Das Eingangsportal befindet sich an der Nordseite des Turms. Die Giebel des abschließenden Satteldachs sind als Stufengiebel ausgeführt. An der Nordostseite geht ein 1,5-stöckiger Anbau aus dem späten 18. Jahrhundert ab. Die Räume des Erdgeschosses sind als Gewölbe ausgeführt.